# Chouzelot
Chouzelot est une commune française située dans le département du Doubs, la région culturelle et historique de Franche-Comté et la région administrative Bourgogne-Franche-Comté.

## Géographie

### Climat
Pour des articles plus généraux, voir Climat de la Bourgogne-Franche-Comté et Climat du Doubs.
En 2010, le climat de la commune est de type climat de montagne, selon une étude du Centre national de la recherche scientifique s'appuyant sur une série de données couvrant la période 1971-2000. En 2020, Météo-France publie une typologie des climats de la France métropolitaine dans laquelle la commune est exposée à un climat semi-continental et est dans la région climatique Jura, caractérisée par une forte pluviométrie en toutes saisons (1 000 à 1 500 mm/an), des hivers rigoureux et un ensoleillement médiocre.
Pour la période 1971-2000, la température annuelle moyenne est de 10,5 °C, avec une amplitude thermique annuelle de 17,2 °C. Le cumul annuel moyen de précipitations est de 1 172 mm, avec 13,1 jours de précipitations en janvier et 9,4 jours en juillet. Pour la période 1991-2020, la température moyenne annuelle observée sur la station météorologique de Météo-France la plus proche, « Dannemarie-sur-Crète », sur la commune de Dannemarie-sur-Crète à 11 km à vol d'oiseau, est de 11,3 °C et le cumul annuel moyen de précipitations est de 1 066,6 mm. 
La température maximale relevée sur cette station est de 39,9 °C, atteinte le 25 juillet 2019 ; la température minimale est de −22 °C, atteinte le 9 janvier 1985,,.
Les paramètres climatiques de la commune ont été estimés pour le milieu du siècle (2041-2070) selon différents scénarios d'émission de gaz à effet de serre à partir des nouvelles projections climatiques de référence DRIAS-2020. Ils sont consultables sur un site dédié publié par Météo-France en novembre 2022.

## Urbanisme

### Typologie
Au 1er janvier 2024, Chouzelot est catégorisée commune rurale à habitat dispersé, selon la nouvelle grille communale de densité à 7 niveaux définie par l'Insee en 2022.
Elle est située hors unité urbaine. Par ailleurs la commune fait partie de l'aire d'attraction de Besançon, dont elle est une commune de la couronne,. Cette aire, qui regroupe 310 communes, est catégorisée dans les aires de 200 000 à moins de 700 000 habitants,.

### Occupation des sols
L'occupation des sols de la commune, telle qu'elle ressort de la base de données européenne d’occupation biophysique des sols Corine Land Cover (CLC), est marquée par l'importance des forêts et milieux semi-naturels (49 % en 2018), en augmentation par rapport à 1990 (46,8 %). La répartition détaillée en 2018 est la suivante : 
forêts (46,4 %), prairies (28,6 %), zones agricoles hétérogènes (17,5 %), zones urbanisées (4,9 %), milieux à végétation arbustive et/ou herbacée (2,6 %). L'évolution de l’occupation des sols de la commune et de ses infrastructures peut être observée sur les différentes représentations cartographiques du territoire : la carte de Cassini (XVIIIe siècle), la carte d'état-major (1820-1866) et les cartes ou photos aériennes de l'IGN pour la période actuelle (1950 à aujourd'hui).

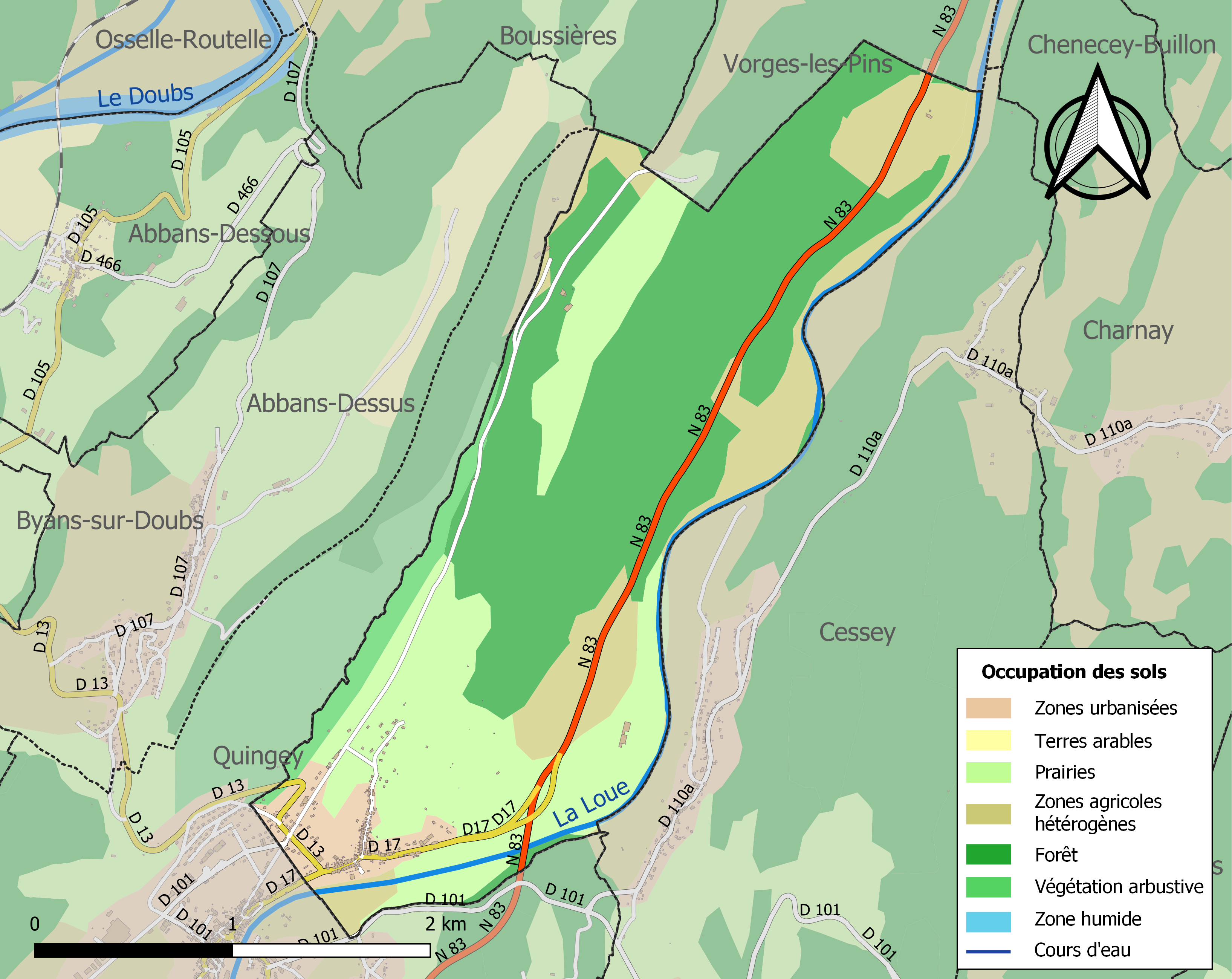
Carte des infrastructures et de l'occupation des sols de la commune en 2018 (CLC).

## Toponymie
Chasalat en 1284 ; Chaselet en 1300 ; Chaselot en 1459 ; Chouselot en 1600.

## Histoire
Le site internet de la commune propose une rubrique relatant l'histoire de la commune de 1870 à aujourd'hui. Ce travail est le fruit de Chouzeloises et Chouzelois passionnés par l'histoire de la commune. Le lien vers le site internet est disponible à la fin de cette page dans le paragraphe liens externes.

## Politique et administration
| Période                                  | Période  | Identité          | Étiquette | Qualité                     |
| ---------------------------------------- | -------- | ----------------- | --------- | --------------------------- |
| Les données manquantes sont à compléter. |          |                   |           |                             |
| mars 2001                                | mai 2020 | Maryvonne Ragot   | PS        | Retraitée Fonction publique |
| mai 2020                                 | En cours | Christain Mesnier |           |                             |

## Démographie
L'évolution du nombre d'habitants est connue à travers les recensements de la population effectués dans la commune depuis 1793. Pour les communes de moins de 10 000 habitants, une enquête de recensement portant sur toute la population est réalisée tous les cinq ans, les populations de référence des années intermédiaires étant quant à elles estimées par interpolation ou extrapolation. Pour la commune, le premier recensement exhaustif entrant dans le cadre du nouveau dispositif a été réalisé en 2005.

En 2022, la commune comptait 253 habitants, en évolution de −5,95 % par rapport à 2016 (Doubs : +1,88 %, France hors Mayotte : +2,11 %).
| 1793 | 1800 | 1806 | 1821 | 1831 | 1836 | 1841 | 1846 | 1851 |
| ---- | ---- | ---- | ---- | ---- | ---- | ---- | ---- | ---- |
| 334  | 379  | 364  | 285  | 311  | 300  | 307  | 348  | 343  |

| 1856 | 1861 | 1866 | 1872 | 1876 | 1881 | 1886 | 1891 | 1896 |
| ---- | ---- | ---- | ---- | ---- | ---- | ---- | ---- | ---- |
| 337  | 316  | 328  | 307  | 294  | 281  | 255  | 264  | 254  |

| 1901 | 1906 | 1911 | 1921 | 1926 | 1931 | 1936 | 1946 | 1954 |
| ---- | ---- | ---- | ---- | ---- | ---- | ---- | ---- | ---- |
| 242  | 243  | 229  | 238  | 211  | 222  | 218  | 181  | 201  |

| 1962 | 1968 | 1975 | 1982 | 1990 | 1999 | 2005 | 2006 | 2010 |
| ---- | ---- | ---- | ---- | ---- | ---- | ---- | ---- | ---- |
| 186  | 187  | 201  | 219  | 239  | 263  | 299  | 311  | 289  |

| 2015 | 2020 | 2022 | - | - | - | - | - | - |
| ---- | ---- | ---- | - | - | - | - | - | - |
| 269  | 265  | 253  | - | - | - | - | - | - |

## Culture locale et patrimoine

### Lieux et monuments
Début 2017, la commune est « réputée sans clochers ».
- Le viaduc sur la Loue : inauguré en juillet 1999,  il permet de dévier la N 83 afin d'éviter la traversée des bourgs de Chouzelot et Quingey.

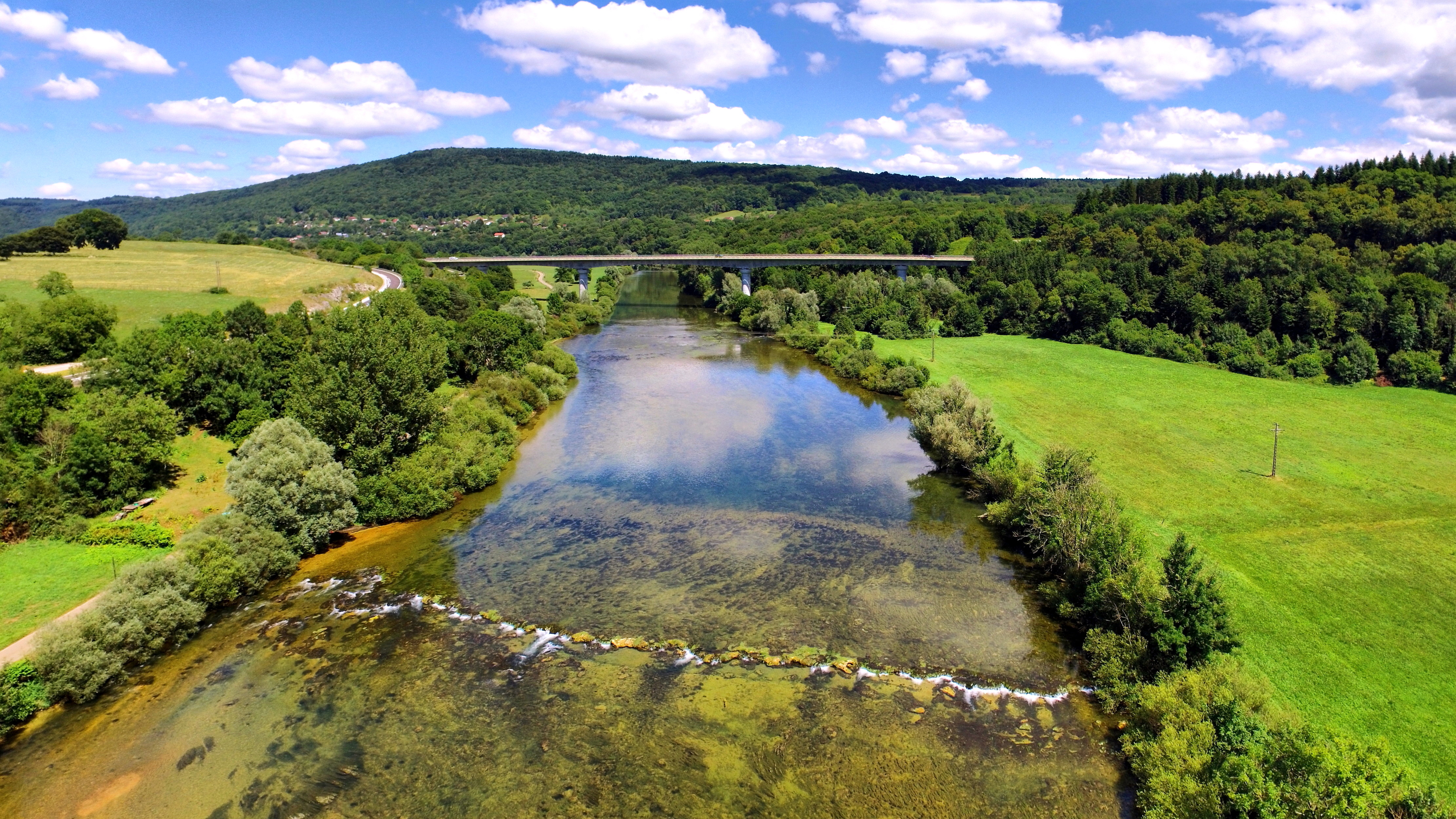
Le viaduc sur la Loue.

### Personnalités liées à la commune

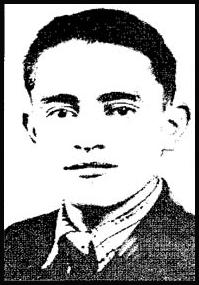
Jean Compagnon.

Jean Compagnon, cultivateur, qui s'engage dans la Résistance durant la Seconde Guerre mondiale. Il entre dans le groupe Marius Vallet et a été exécuté à l'âge de 21 ans. Il a laissé une lettre d'adieu :

« Chers parents,
Je viens pour la première fois vous écrire, et malheureusement la dernière. Le tribunal maintient la sentence. Je serai fusillé ce matin. Je meurs le cœur plein de vos adorables images et l'âme tranquille. Je vous reverrai tous là-haut, quand Dieu vous rappellera à Lui. Courage, tel est le dernier mot que je vous dis. Pardonnez-moi de vous faire souffrir ; je ne croyais pas en venir ici. Adieu tous ceux que j'aime et que j'adore, et que je fais souffrir ; adieu tous. Adieu pays natal. Adieu, belle France. Je meurs avec l'espoir que mes idées resteront personnifiées, et que vous aurez le courage nécessaire pour les suivre jusqu'au bout.
Dans l'attente que cette lettre vous apporte la tristesse je vous quitte. »

## Héraldique
| Blason de Chouzelot | Blason  | Ce blason créé par le conseil municipal en 2023 représente la Loue (rivière bordant la commune), la tour du château du 12ème siècle présente sur la commune ainsi que les vignes du village. Le fond vert représente les nombreux espaces naturels protégés par Natura 2000. |
| Blason de Chouzelot | Détails | Le statut officiel du blason reste à déterminer. |